# 辻井重男
辻井 重男（つじい しげお、1933年9月13日 - ）は、日本の情報工学者。学位は、工学博士（東京工業大学・論文博士・1970年）（学位論文「PCM通信に対する最適波形とその伝送に関する研究」）。東京工業大学名誉教授。元一般財団法人マルチメディア振興センター理事長。一般社団法人セキュアIoTプラットフォーム協議会 理事長。元電子情報通信学会会長。IEEEライフフェロー。

## 略歴
京都府出身。1958年東京工業大学工学部電気工学科卒業、日本電気株式会社入社。1965年山梨大学助教授。1970年学位論文「PCM通信に対する最適波形とその伝送に関する研究」で東京工業大学より工学博士の学位を取得。
1971年東京工業大学工学部助教授、1977年ロンドン市立大学在外研究員、1978年東京工業大学工学部教授。1994年定年退官、名誉教授、中央大学理工学部教授。
1996年電子情報通信学会会長。1998年電子情報通信学会編集長。1999中央大学研究開発機構機構長。2000年総務省電波管理審議会会長。2002年日本セキュリティ・マネジメント学会会長。2003年日本学術会議会員。2004年情報セキュリティ大学院大学学長、2008年同退任。2009年放送倫理・番組向上機構評議員。2010年マルチメディア振興センター理事長、放送セキュリティセンター理事長。
辻井賞運営委員会を中心に、情報セキュリティ大学院大学、情報処理学会コンピュータセキュリティ研究会、日本ネットワークセキュリティ協会（以上が「辻井賞運営委員会構成団体」）、電子情報通信学会情報セキュリティ研究会、情報処理学会セキュリティと心理学とトラスト研究会（以上が「辻井賞協力団体」）による、辻井重男セキュリティ学生論文賞（2014年度まで）辻井重男セキュリティ論文賞（2015年度から）がある。また、1998年から2009年まで日本ICカードシステム利用促進協議会会長。

## エピソード
- デジタル時代のNHK懇談会の座長を務め、NHKのネット受信料徴収に賛成[9]、スクランブル化には反対の立場をとっている[10]。「NHKを見ないから受信料は払わない」という考えに対し「けちな根性」と発言した[10]。

## 著書
- 『情報工学通論』共立出版 1977 エンジニアリング・サイエンス講座
- 『伝送回路』コロナ社 1983 電子通信学会大学シリーズ
- 『暗号 ポストモダンの情報セキュリティ』1996 講談社選書メチエ のち学術文庫
- 『暗号と情報社会』1999 文春新書
- 『情報社会・セキュリティ・倫理 = Information Society, Security, and Ethics』コロナ社 2012 電子情報通信レクチャーシリーズ
- 『フェイクとの闘い　暗号学者が見た大戦からコロナ禍まで』コトニ社 2021

## 共編著
- 『基礎回路解析』佐川雅彦共著 共立出版 1975 大学講座電子工学
- 『現代回路解析』佐川雅彦共著 共立出版 1977 大学講座電子工学
- 『演習ラプラス変換』鎌田一雄共著 共立出版 1978 共立全書
- 『伝送回路演習』石井六哉共著 コロナ社 1984 電子通信学会大学シリーズ演習
- 『ディジタル信号処理』久保田一共著 オーム社 1986 新Ohm文庫
- 『ISDN伝送システム』酒井善則共著 コロナ社 1990 ISDN入門シリーズ
- 『暗号と情報セキュリティ』笠原正雄共編著 昭晃堂 1990
- 『ディジタル信号処理』鎌田一雄共著 昭晃堂 1990 ディジタル信号処理シリーズ
- 『わかりやすいディジタル信号処理』久保田一共著 オーム社 1993
- 『適応信号処理』編著 昭晃堂 1995 ディジタル信号処理シリーズ
- 『マルチメディアシステム』酒井善則共編著 昭晃堂 1996
- 『ディジタル伝送ネットワーク』河西宏之,坪井利憲共著 朝倉書店 2000 電子・情報通信基礎シリーズ
- 『暗号のすべて ユビキタス社会の暗号技術』岡本栄司共編 電波新聞社 2002 ねっとテクノロジー解体新書
- 『電子社会のパラダイム ディジタル化の論理と倫理』編著 新世社 2002 ライブラリ電子社会システム
- 『情報セキュリティ 暗号,認証,倫理まで』笠原正雄共編著 昭晃堂 2003
- 『暗号理論と楕円曲線 数学的土壌の上に花開く暗号技術』笠原正雄共編著 森北出版 2008

## 翻訳
- A.J.メドウズ他『情報ニューメディア用語集』共訳 共立出版 1987

## 受賞
- 発明協会関東地方発明表彰 1978年[6]
- 電子通信学会論文賞 1981年[6]
- 電子情報通信学会業績賞 1985年[6]
- 電子情報通信学会著述賞 1985年[6]
- 電子通信学会論文賞 1989年[6]
- テレコム旬間郵政大臣表彰 1989年[6]
- 電子通信学会論文賞 1991年[6]
- 日本ITU協会賞 1993年[6]
- 電子情報通信学会功績賞 1996年[6]
- 大川出版賞 1996年[6]
- エリクソン テレコミュニケーション・アワード 1999年[6]
- IEEE Millennium Medal 2000年[6]
- 電波の日総務大臣表彰 2003年[6]
- NHK放送文化賞 2004年[6]
- 高柳記念賞 2007年[6]
- 情報セキュリティの日功労者表彰 2007年[6]
- 瑞宝中綬章 2009年[6]
- 情報セキュリティ文化賞特別賞 2014年[6]
- C&C賞 2014年[6]